# Terrane Madre de Dios
Il terrane Madre de Dios è un terrane o frammento della crosta terrestre situato nella parte sudoccidentale della Patagonia.
Nel corso del Mesozoico, il terrane andò in collisione e successivamente in accrezione con la Patagonia, che a quel tempo faceva parte della Gondwana. Si ritiene che l'accrezione sia avvenuta in una posizione diversa dall'attuale, e che l'attuale localizzazione sia il risultato di un dislocamento destrorso collegato a un processo di fagliazione.
Il terrane Madre de Dios è costituito da tre unità distinte:
- il complesso Denaro
- il calcare Torlton
- il complesso Duque de York.

Il "complesso Duque de York" è costituito da peliti, grovacca e conglomerati. Si ritiene che tutti questi sedimenti derivino da un antico continente o microcontinente. Il complesso Duque de York fu metamorfizzato prima delle intrusioni cretaciche del batolite della Patagonia del sud. È probabile che questo sia avvenuto anche nelle altre due unità del terrane.